# 森安多恵子
森安 多恵子（もりやす たえこ、1948年5月5日 - 2020年8月2日）は、日本将棋連盟に所属していた女流棋士。鹿児島県霧島町（現・霧島市）出身。高島一岐代九段門下。女流棋士番号は3（2011年3月31日までの旧番号は旧11）。

## 人物
- タイトル挑戦は2回。女流棋士になって間もない1976年に第3期女流名人位戦の挑戦者、79年に第2期女流王将戦で挑戦者となったが、ともに蛸島彰子に退けられている。なお、1976年にタイトル挑戦者となったことで女流1級から女流二段に飛び昇段したが、これは女流棋士で初の事例であった。
- 2011年8月31日、8歳年長の関根紀代子女流五段が現役を引退した。これに伴い、日本将棋連盟所属の現役最年長女流棋士となった。（次に年長者は16歳年少の長沢千和子、LPSA所属では2歳年長の蛸島）
- 2012年1月17日の対局を最後に、同2012年3月31日付で現役を引退した[1]。生涯成績は164勝307敗[2]。引退女流棋士昇段規定により引退日翌日の4月1日付で女流四段に昇段した[3]。
- 「おしゃべりインコ」とのあだながあり、また桐山清澄の結婚の仲人をつとめた[4]。
- 2020年8月2日に死去[5]。訃報は約2年後に明らかになり、2022年7月8日に日本将棋連盟が発表した[5]。

## 昇段履歴
- 1976年09月00日 - 女流1級
- 1976年11月26日 - 女流二段（タイトル挑戦／女流プロ名人位戦）
- 1989年05月22日 - 女流三段（贈昇段／第11期女流王将戦〈林葉直子女流王将〉就位式）[6]
- 2012年03月31日 - 現役引退（女流棋士総則）[1]
- 2012年04月01日 - 女流四段（引退女流棋士昇段規定）[3]
- 2020年08月02日 - 死去（2022年7月公表）[5]

## 主な成績
- 通算成績：471対局 164勝307敗（勝率0.3482）[2]

### タイトル挑戦
タイトル挑戦 2回（タイトル獲得なし）
- 女流名人：第3期挑戦者（1976年度）
- 女流王将：第2期挑戦者（1979年度〈タイトル戦は1980年4月〉）

## 表彰
日本将棋連盟 表彰
- 2001年11月：勤続25年[7]